# Dieter Buckewitz
Dieter Buckewitz (* 7. November 1947) ist ein ehemaliger deutscher Fußballspieler. Er spielte von 1967 bis 1968 für den 1. FC Lokomotive Leipzig in DDR-Oberliga, der höchsten Spielklasse im DDR-Fußball.

## Sportliche Laufbahn
Als Mittelstürmer beim 1. FC Lokomotive Leipzig gab der 20-jährige Dieter Buckewitz am 10. Spieltag der Saison 1967/68 im Heimspiel gegen den Halleschen FC Chemie sein Debüt in der DDR-Oberliga. Beim 5:1-Sieg der Leipziger erzielte er auch sein einziges Oberligator. Bereits drei Tage zuvor hatte Buckewitz 61 Minuten lang im Messepokalspiel gegen Vojvodina Novi Sad mitgewirkt. Nach schwacher Leistung mit einer 0:2-Heimniederlage schieden die Leipziger aus dem Wettbewerb aus. Auch in den drei folgenden Oberligaspielen ließ Trainer Hans Studener Buckewitz im Angriff  spielen, danach kam dieser in der Rückrunde nur noch zu drei Kurzzeiteinsätzen. In der Saison 1968/69 hielt Studener zunächst an seinem Stürmer fest, doch in den sieben Einsätzen in der Hinrunde stand Buckewitz nur dreimal in der Startelf und bestritt nur zwei Oberligaspiele über die volle Spieldauer. In den beiden Messepokalspielen des 1. FC Lok gegen Hibernian Edinburgh (1:3, 0:1) spielte Buckewitz einmal 46 und einmal 31 Minuten lang. In der Rückrunde kam Buckewitz in der Oberliga nicht mehr zum Einsatz.
Zur Saison 1972/73 tauchte Buckewitz beim zweitklassigen DDR-Ligisten Chemie Böhlen auf, wo er zwei Spielzeiten blieb. Vorwiegend als Rechtsaußenstürmer spielend, bestritt er in der ersten Saison 21 der 22 Ligaspiele und kam zu einem Torerfolg. 1973/74 schoss er in 20 Punktspielen zwei Tore und verhalf der BSG Chemie Böhlen zum Staffelsieg. Damit qualifizierten sich Böhlener für die Aufstiegsrunde zur Oberliga, der Aufstieg wurde jedoch mit Platz vier unter fünf Bewerbern verpasst. Wie schon in den Ligaspielen zuvor, in denen er nur wenige Partien durchspielte, war Buckewitz in der Aufstiegsrunde bei seinen sechs von acht Einsätzen nur Ersatzspieler.
Für die Spielzeit 1974/75 wurde Buckewitz nicht mehr für Kader von Chemie Böhlen vorgesehen. Unter den Abgängen wurde sein Wechsel zum Bezirksligisten BSG Aktivist Espenhain erwähnt. Er war jedoch weder am DDR-Liga-Aufstieg 1975 beteiligt, noch erschien er in den folgenden Spielzeiten im Ligakader.